# Изопропиламин
Изопропи́лами́н — органическое вещество с химической формулой {\displaystyle {\ce {C3H9N}}}, принадлежащее к классу аминов. Легко воспламеняется.
Используется как промежуточный продукт в органическом синтезе.

## Физические свойства
Бесцветная прозрачная жидкость с характерным резким аммиачным запахом.
Неограниченно растворим в воде, этиловом спирте, диэтиловом эфире.

## Химические свойства
Типичный представитель алифатических аминов, вступает в реакции протонирования, алкилирования, ацилирования, реакции с карбонильными комплексами.
Реагирует с сильными окислителями, кислотами и ангидридами кислот. Бурно реагирует с нитропарафинами, галогенированными углеводородами и многими другими веществами.
Является слабым основанием.
Агрессивен в отношении меди, свинца, цинка, олова.

## Получение
В промышленности получают восстановительным аминированием изопропанола или ацетона при температуре 150—200 °C и давлении 15—30 атм в присутствии никелевого (или медного и подобных) катализатора. При этом способе образуется смесь моно- и диизопропиламинов:
{\displaystyle {\ce {(CH3)2CHOH + NH3 ->[{\ce {Cu-Ni}}] (CH3)2CHNH2 + H2O}}}.

## Применение
Используется в производстве электролитов, красителей, гербицидов, средств для химической чистки, флотореагентов, эмульсионных мастик для пола, антиокислителей, антиозонантов и ускорителей вулканизации каучука, в фармацевтической промышленности.
Применяется как компонент бинарного химического оружия для получения зарина.

## Токсичность
Уже в малых концентрациях и дозах поражает нервную систему, вызывает нарушения эритропоэза, проницаемости стенок сосудов, клеточных мембран, функций печени и почек, развитие дистрофии.
При остром отравлении изменяет активность аминооксидаз, что приводит к нарушению обмена биогенных аминов и расстройству нейрогуморальной регуляции.
Раздражает кожу, слизистые оболочки глаз и верхних дыхательных путей.
Разлагается при нагревании с образованием оксидов азота и цианистого водорода.
ПДК в воздухе рабочей зоны 1 мг/м³.